# بلگوتی
بلگوتی (انگلیسی: Belgutei; ۱ ژانویهٔ ۱۱۶۱ – 1271) پسر یسوکای بهادر و سوچیگل و برادر ناتنی چنگیز خان بود. او همچنین به ژنرالی چنگیزخان رسید.